# Leticia Wierzchowski
Leticia Wierzchowski Gomes (Porto Alegre, 4 giugno 1972) è una scrittrice e sceneggiatrice brasiliana.

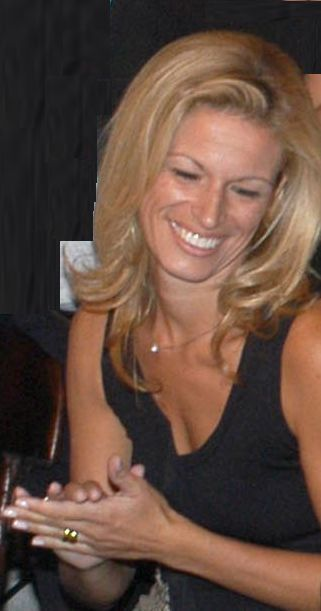
Leticia Wierzchowski

Le sue opere letterarie sono state tradotte in varie lingue.

## Biografia
Nata nel 1972  da una famiglia con ascendenze polacche e portoghesi, ha studiato architettura ma senza riuscire a laurearsi. Dopo la rinuncia definitiva agli studi ha aiutato il padre nella ditta edile di famiglia e aperto una boutique di cui è stata titolare per anni, scrivendo le sue storie nei pochi ritagli di tempo e inizialmente senza neppure troppa convinzione.
Il suo romanzo d'esordio è stato pubblicato nel 1998. L'anno dopo la scrittrice ha fatto uscire un secondo libro, in collaborazione con Marcelo Pires, da lei sposato in quello stesso 1999; Eu@teamo.com.br, questo il titolo, è stato un best seller in Brasile. Ma Leticia è nota soprattutto per un'altra prova narrativa, La casa delle sette donne, divenuta poi una telenovela di Rede Globo sceneggiata da lei stessa insieme a Walther Negrao e a Maria Adelaide Amaral; la serie è stata diffusa in Italia inizialmente col titolo Garibaldi, l'eroe dei due mondi.
Nel 2013 ha curato la sceneggiatura del film O Tempo e o Vento, diretto da Jayme Monjardim.
Nel 2015 ha scritto il testo di una delle canzoni inserite dal duo musicale Kleiton & Kledir nell'album Com Todas as Letras
Si è cimentata con successo anche nella letteratura per l'infanzia.

## Vita privata
Dal matrimonio con Pires, terminato poi con un divorzio, sono nati due figli maschi,  João e Tobias.